# Kylemore Lough
Le Kylemore Lough (en irlandais : Loch na Coille Móire) est un lac irlandais situé dans le comté de Galway.

## Toponymie
En irlandais, le lac porte le nom de Loch na Coille Móire, retranscrit en anglais sous la forme Kylemore Lough.
Le nom irlandais signifie « le lac du grand bois » (loch signifie « bois », coill signifie « bois » et mór signifie « grand »).

## Géographie
Le lac se situe dans le comté de Galway.

## Milieu naturel
Le lac abrite des espèces de poisson telles que le saumon atlantique ou la truite de mer.